# Маргарян, Жирайр
Жирайр Маргарян (арм. Ժիրայր Մարգարյան; род. 13 сентября 1997, Ереван, Армения) — армянский футболист, полузащитник клуба «Урарту» и сборной Армении.

## Клубная карьера
Является воспитанником «Бананц». За клуб дебютировал в матче против «Гандзасар Капан».

## Карьера в сборной
Дебютировал за сборную Армении 11 ноября 2021 в матче квалификации чемпионата мира против Северной Македонии.

## Достижения

###### Клубные
- Кубок Армении по футболу: 2015/16, 2020/21